# Grifolaceae
Grifolaceae Jülich – rodzina grzybów należąca do rzędu żagwiowców (Polyporales).

## Charakterystyka
Grzyby poliporoidalne o owocnikach z trzonami. Owocniki zwykle dachówkowato zachodzącą na siebie. System strzępkowy monomityczny. Strzępki z rozproszonymi sprzążkami. Zarodniki cienkościenne, gładkie, szkliste. Brak cystyd. Pasożyty. Rozwijają się na korzeniach i podstawach pnia drzew powodując białą zgniliznę drewna.

## Systematyka
Pozycja w klasyfikacji według Index Fungorum: Grifolaceae, Polyporales, Incertae sedis, Agaricomycetes, Agaricomycotina, Basidiomycota, Fungi.
Według Index Fungorum bazującego na Dictionary of the Fungi do rodziny Grifolaceae należą rodzaje:
- Aegis Gómez-Mont., Rajchenb. & Robledo 2017
- Grifola Gray 1821 – żagwica

Nazwy polskie według W. Wojewody.